# Trixoscelis tumida
Trixoscelis tumida är en tvåvingeart som beskrevs av Axel Leonard Melander 1952. Trixoscelis tumida ingår i släktet Trixoscelis och familjen myllflugor. Inga underarter finns listade i Catalogue of Life.